# Leucania conversa
Leucania conversa är en fjärilsart som beskrevs av Márton Hreblay. Leucania conversa ingår i släktet Leucania och familjen nattflyn. Inga underarter finns listade i Catalogue of Life.